# Palais Borghèse
Pour l’article homonyme, voir Palais Borghèse (Florence).
Le Palais Borghese (surnommé il Cembalo Borghese en italien ou le clavecin Borghese en français) est le plus important palais de Rome en Italie ; datant du XVIIe siècle, il a appartenu à la famille Borghese (une des plus riches et influentes familles de nobles de Rome).

## Historique

### Une paternité disputée
Ce palais est construit entre 1560 et 1614 sur les bords du Tibre, dans le Champ-de-Mars. Il est dessiné par l'architecte milanais Martino Longhi l'Ancien et réalisé par l'architecte Flaminio Ponzio pour le cardinal Camillo Borghese (futur pape Paul V et premier membre important de la famille Borghese). La question du rôle exact de Longhi et Ponzio, et de la possible antériorité de certains éléments du palais, fait toutefois débat.
Dans une monographie qu'il consacre au palais, Howard Hibbard note ainsi que si "la cour du Palais Borghèse est reconnue comme l'une des plus majestueuse et belle de Rome", la façade du palais, en revanche, "ne communique pas si naturellement son importance. Elle est également unique, mais, pour un édifice de la toute fin du XVIe siècle, elle semble de la vieille école, presque étrange par cet aspect".
Pour Hibbard, cette étrangeté suggère ainsi qu'un autre architecte, Giacomo Barozzi da Vignola, aurait pu participer largement à la conception de l'édifice, une attribution qu'acceptent certains historiens tels qu'Anthony Blunt, ou James Sloss Ackerman. 

### Rénovation
Dans les années 1670, le palais est rénové par Carlo Rainaldi qui revoit la structure de l'aile menant au Tibre. Comme le note Hibbard :

« Les modifications les plus importantes ont été apportées au rez-de-chaussée de la longue aile menant au Tibre. À cette époque, les Borghèse découvrent que la plus agréable partie de leur palais tentaculaire est cette aile qui offre une vue sur l'animation du port sur la rivière, ainsi que sur les collines verdoyantes situées au-delà. En conséquence, ils réaménagent le jardin derrière et rénovent l'intérieur. Certaines des pièces du plan inférieur menant à la Ripetta sont alors surélevées pour former un seul niveau, et l’étage initial en mezzanine originale au-dessus du rez-de-chaussée est éliminé, créant un nouveau piano nobile. »

## Architecture
Le palais est surnommé il Cembalo (« le clavecin ») du fait de son inhabituel plan. Sa façade la plus étroite fait face au Tibre. Du côté opposé, le "clavier" du Cembalo fait face à la Fontanella di Borghese.
La cour, ceinte de 96 colonnes formant des doubles portiques, se distingue par sa régularité et l'équilibre qui s'en dégage. Percier, Garric et Fontaine notent ainsi :

« Parmi les ouvrages de l’habile architecte Martino Lunghi, cette cour se distingue par la régularité de son ordonnance, la grandeur de ses divisions et surtout par la magnificence du double rang de portique qui en ceignent le pourtour. Ces colonnes antiques, d’un seul bloc de granit, reçoivent sur leurs entablements la retombée des arcades et produisent le plus grand effet. »

Cette encadrement de la cour dérive probablement d’un architecte génois, ou d’une imitation par Longhi ou Ponzio du style génois. La construction des colonnes fut poursuivie par la suite, résultant, selon les mots de Stefan Grundmann et Ulrich Fürst, en « l’une des plus belles cours intérieures jamais construites ».

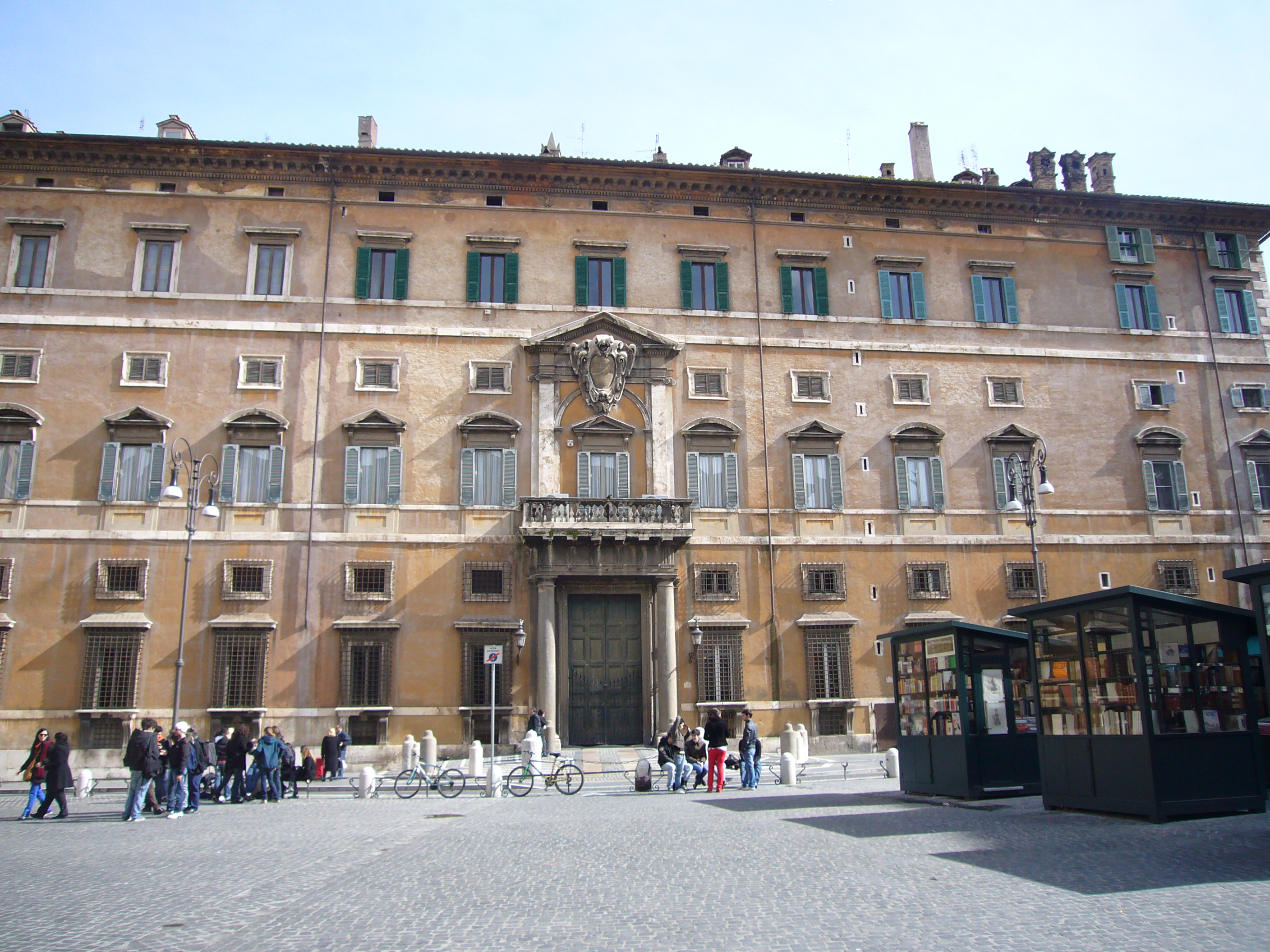
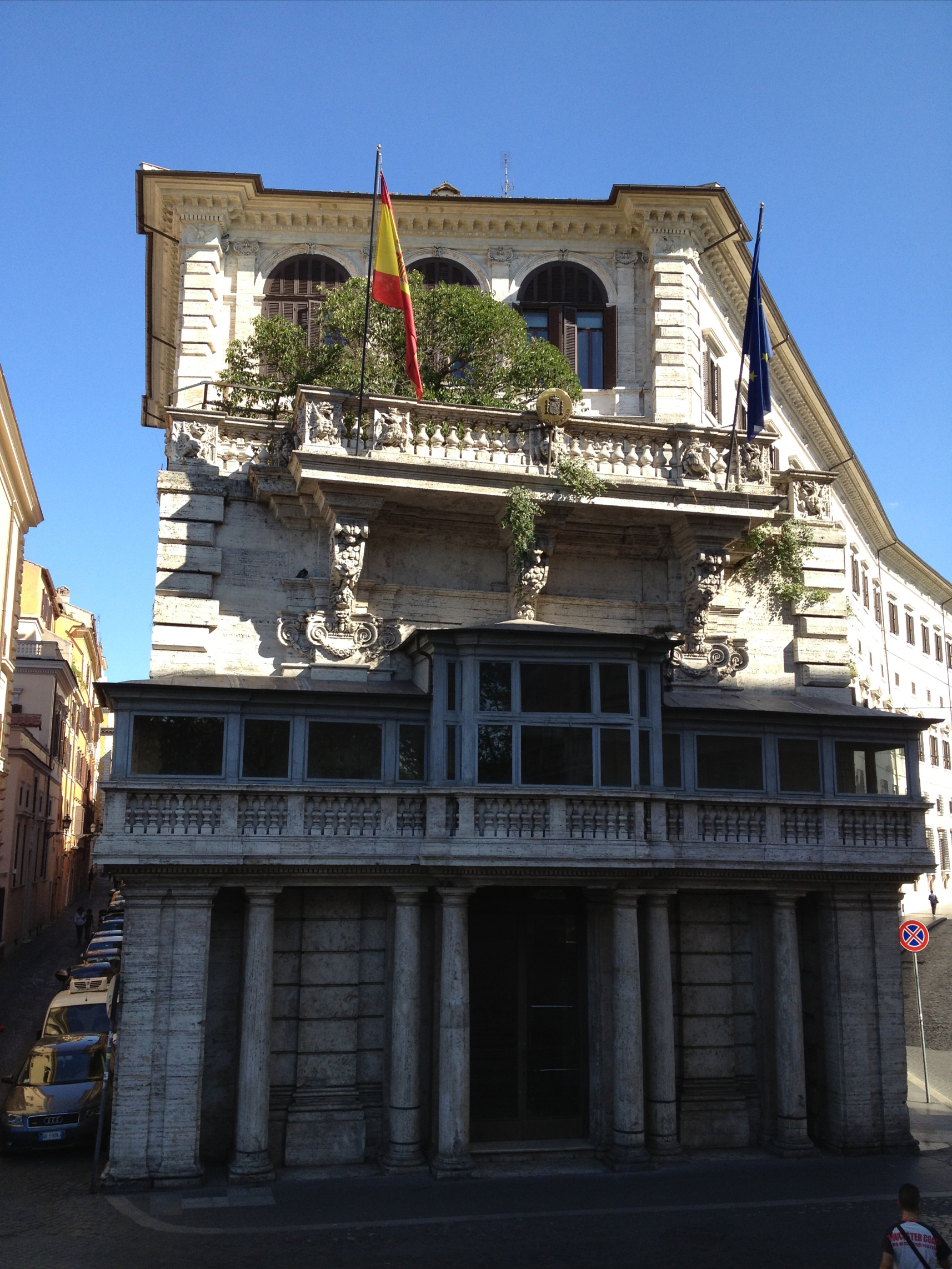
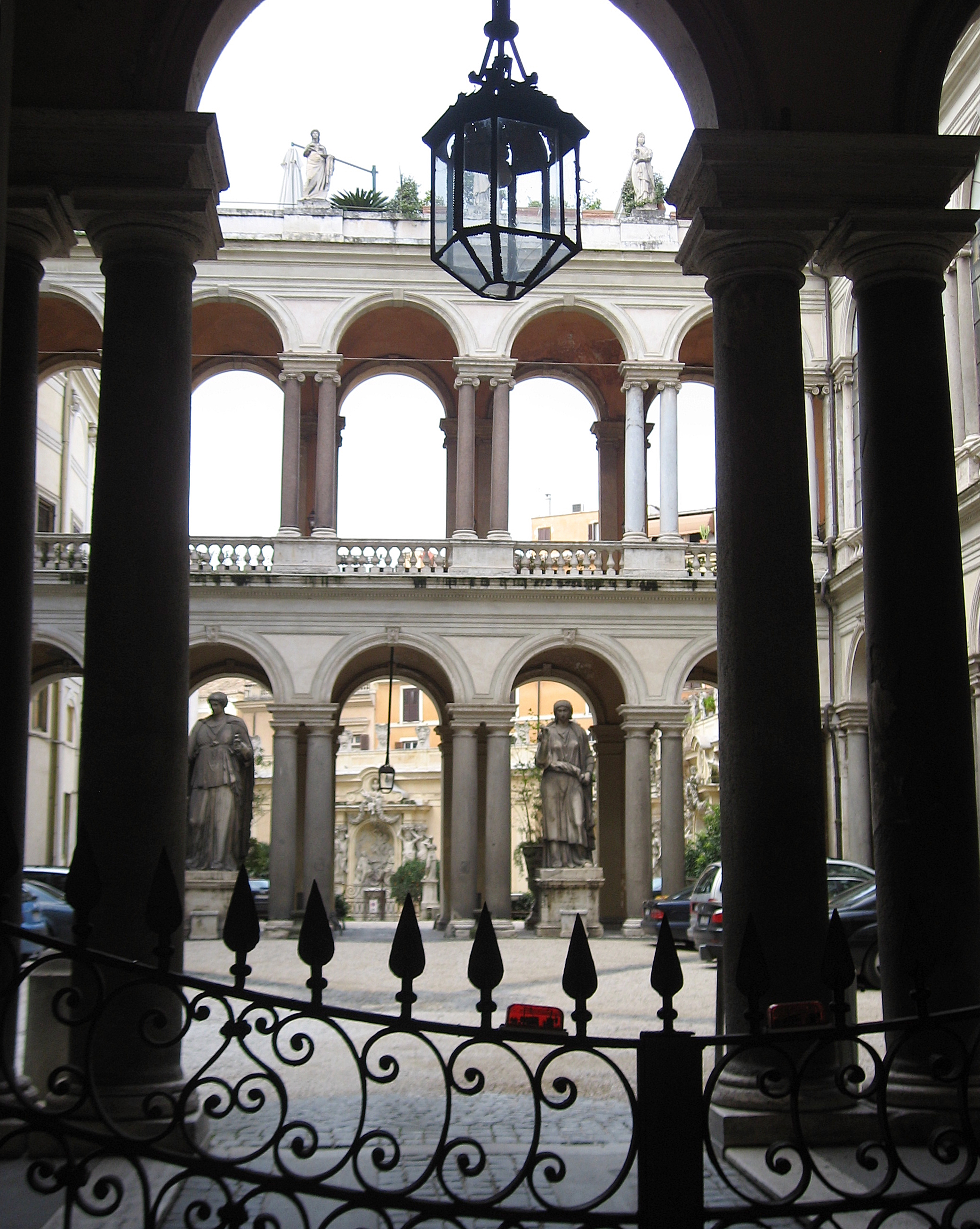

## Collection d'art
Le palais présente jusqu'en 1891 la riche collection personnelle des tableaux du cardinal Scipione Caffarelli-Borghese (neveu du pape Paul V) : œuvres de Raphaël, Titien, Le Caravage, Rubens, Bernin, Antonio Canova, etc.
Il présente également des sculptures, plafonds peints, objets de grand luxe, etc.
La collection s'est étoffée grâce à l'héritage laissé par Olimpia Aldobrandini et les collections des cardinaux Giovanni Salviati et Lucrecia d'Este.
Cette collection est transférée en 1891 à la Galerie Borghèse de la Villa Borghese à Rome.